# Thomas C. McCreery

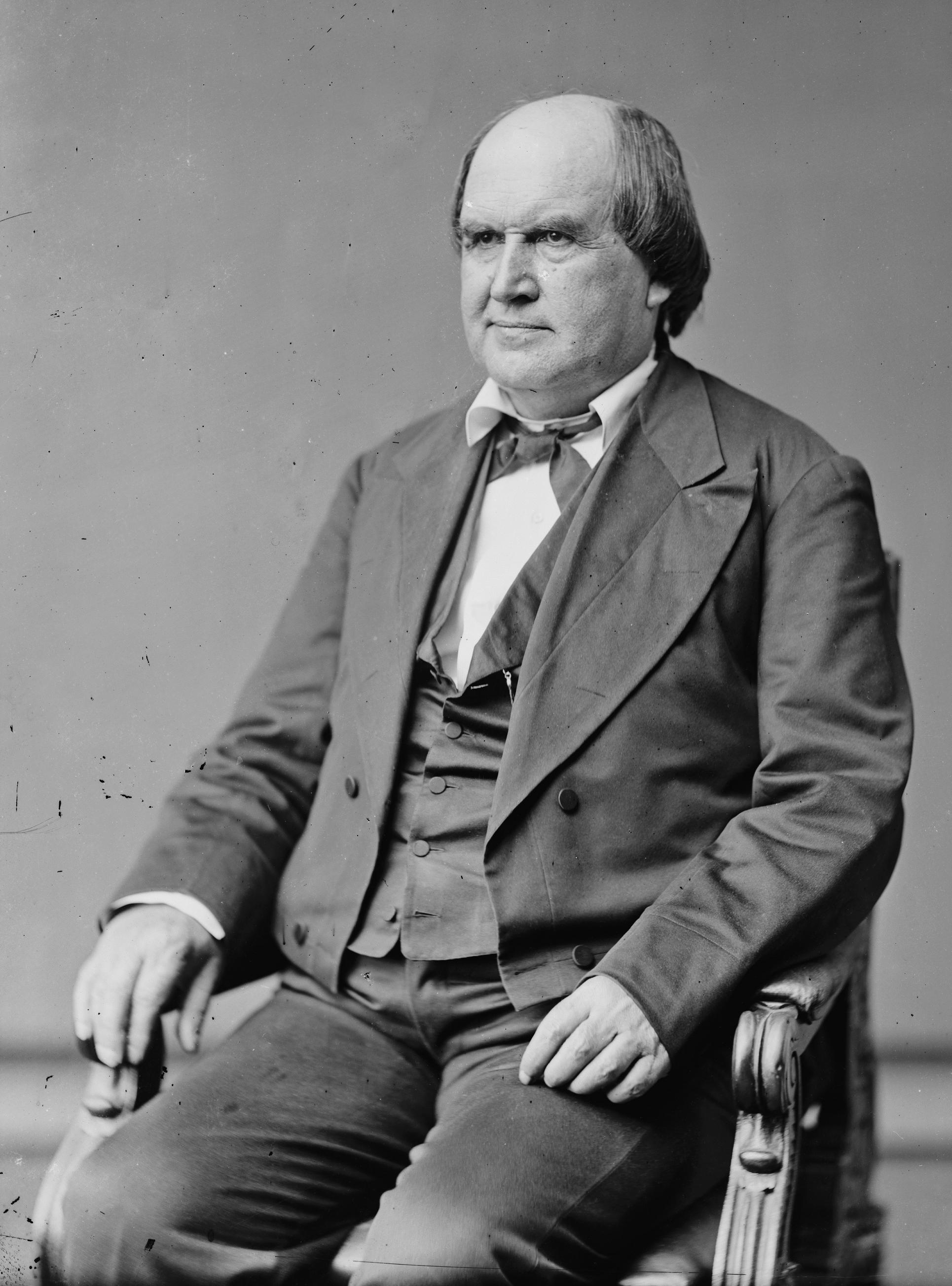
Thomas C. McCreery

Thomas Clay McCreery (* 12. Dezember 1816 bei Owensboro, Kentucky; † 10. Juli 1890 in Owensboro, Kentucky) war ein US-amerikanischer Politiker der Demokratischen Partei.
Nach dem Schulbesuch nahm McCreery ein Jura-Studium auf. Er graduierte 1837 am Centre College in Danville, wurde danach in die Anwaltskammer aufgenommen und arbeitete als Jurist in Frankfort. Später kehrte er in seinen Heimatort Owensboro zurück, wo er sich auch als Autor betätigte.
Seine ersten Versuche, ein politisches Amt einzunehmen, blieben erfolglos. Er scheiterte 1842 an der Wahl ins US-Repräsentantenhaus, zwei Jahre später erneut. In den Jahren 1852, 1856 und 1860 war er für die Demokraten Wahlmann im Electoral College. Am 19. Februar 1868 schließlich wurde er US-Senator, als er zum Nachfolger des zurückgetretenen James Guthrie gewählt wurde. Er beendete dessen noch bis zum 3. März 1871 währende Amtsperiode, verfehlte aber die Wiederwahl. 1872 kehrte McCreery allerdings auf dem zweiten Mandatssitz des Staates Kentucky in den Senat zurück. Nach sechs Jahren schied er am 3. März 1879 aus; für eine Wiederwahl hatte er sich nicht zur Verfügung gestellt.
Thomas McCreery zog sich aus der Politik zurück und lebte zunächst auf seiner Farm im Daviess County, ehe er nach Owensboro zurückkehrte, wo er auch 1890 starb.